# Apolónia (costa sul de Creta)
Apolónia (português europeu) ou Apolônia (português brasileiro) (em grego: Ἀπολλωνία; romaniz.: Apollonia, também chamada Eleuthera (em grego: Ἐλεύθερα), foi uma antiga cidade situada em local incerto na costa sul da ilha de Creta, Grécia.
Segundo William Smith, o filósofo Diógenes de Apolónia era nativo dessa cidade cretense, mas para outros académicos a Apolónia natal de Diógenes era a da Trácia, a atual Sozopol. Uma localização apontada para a cidade é Sellia, na unidade municipal de Finikas, município de Ágios Vasíleios e unidade regional de Retimno.